# Reyka – brottsprofilerare
Reyka – brottsprofilerare (engelska: Reyka) är en sydafrikansk kriminal- och dramaserie vars första säsong hade premiär den 25 juli 2021. Denna består av åtta avsnitt. I november 2022 fick serien kontrakt för en andra säsong med planerad premiär under 2023. I Sverige sänds serien på SVT Play och i SVT 1 med start den 12 juli 2023.

## Handling
Serien kretsar kring kriminalprofileraren Reyka Gama. Serien följer henne både i dåtid, 1994, när hon som 12-åring blev bortförd och sexuellt utnyttjad under fyra års tid, och i nutid när hon arbetar som kriminalprofilerare.

## Rollista i urval
- Kim Engelbrecht - Reyka Gama
- Gabrielle de Gama - Reyka, som ung
- Iain Glen - Angus Speelman
- Nokuthula Ledwaba - Portia
- Anna-Mart van der Merwe - Elsa Meyer
- Hamilton Dlamini - Hector Zwane
- Gerald Steyn - Tanner
- Mavuso Simelane - Samuel Zwane
- Tamara Jozi - Bongi's granny
- Leeanda Reddy - Sewsunker
- Thando Thabethe - Constable Nandi Cele
- Desmond Dube - pastor Ezekiel
- Kenneth Nkosi - Msomi